# Episcopa Theodora

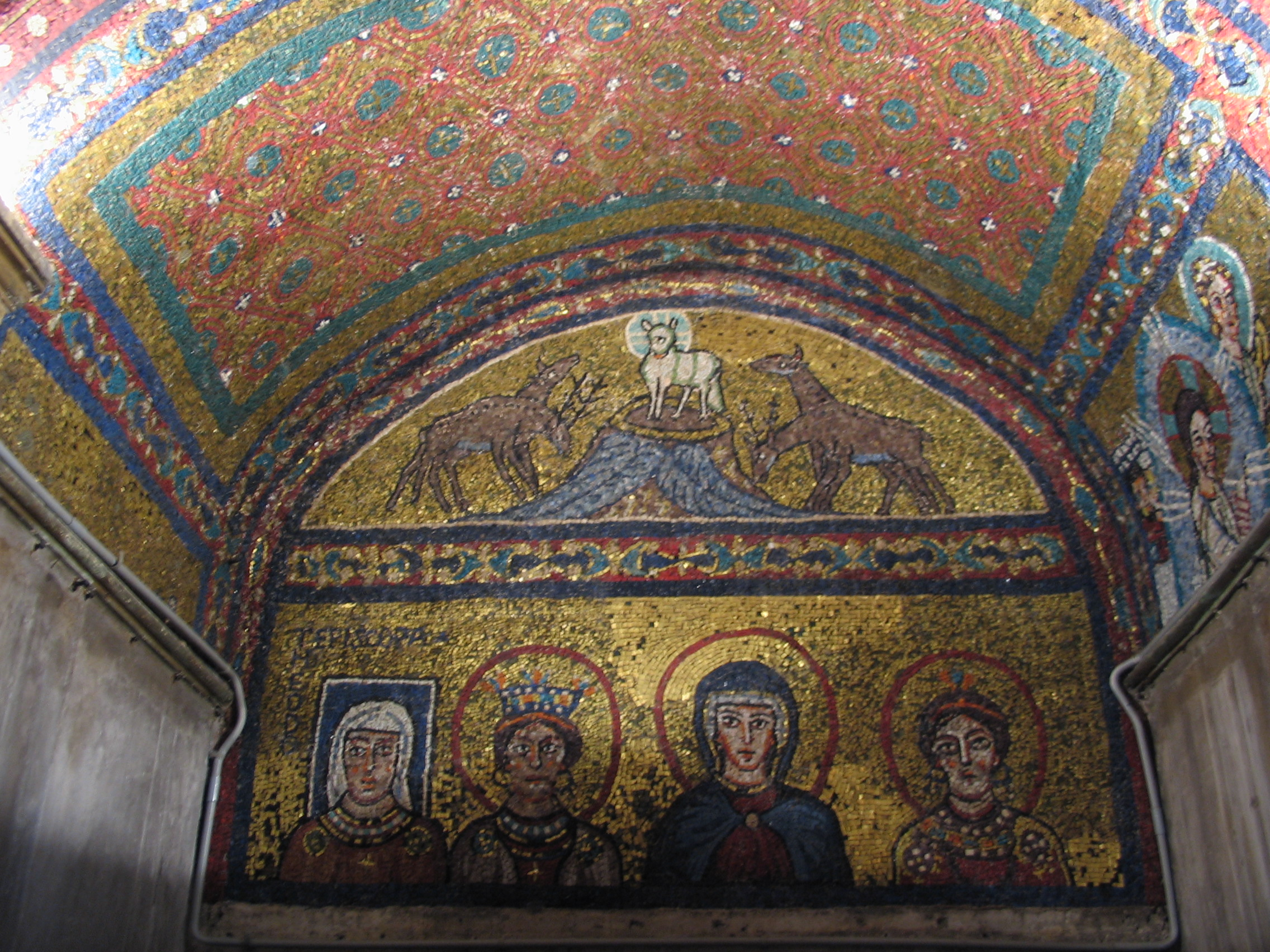
Vue d'ensemble de la mosaïque. De gauche à droite : Dame Théodora, Sainte Praxedis, la Vierge Marie et Sainte Pudentienne. Au-dessus se trouve lAgnus Dei, avec des rennes et des loups.

Episcopa Theodora est une inscription en latin sur une mosaïque chrétienne du IXe siècle située dans la basilique Santa Prassede à Rome, et plus précisément dans la chapelle de l'évêque Zénon de Vérone.
Le titre honorifique Episcopa, fait référence à Théodora, mère du pape Pascal Ier, qui lui a construit la chapelle de son vivant, comme l'indique l'auréole carrée de la mosaïque. Théodora était connue pour être une fervente chrétienne dans l'Église primitive.

## Théodora comme évêque?
Les lettres « EPISCOPA » ont été interprétées par certains auteurs comme signifiant que Théodora était évêque,,. Certains théologiens catholiques et spécialistes de l'art romain contestent cet argument en soulignant que la féminisation des titres cléricaux désigne de façon récurrente les épouses et veuves du premier clergé chrétien depuis l'ère apostolique.
Étant donné que les évêques mariés étaient plus courants à la fin de l'Antiquité et au début du Moyen Âge qu'au cours des siècles suivants (le célibat sacerdotal n'est pas alors systématique), le titre Episcopa peut faire référence à l'épouse ou à la veuve d'un évêque, ainsi qu'à la mère de tout évêque, comme celle de Pascal Ier, évêque de Rome. Par conséquent, le titre Episcopa aurait été utilisé ici en raison de sa position estimée en tant que mère du pape ainsi que de sa propre piété ; une sainte femme qui pratiquait une grande austérité et une grande religiosité, et non en tant qu'évêque ordonné.
Cependant, d'autres chercheurs ont souligné que le mari de Theodora et père de Pascal Ier, Bonusus, qui n'était pas évêque, n'est jamais désigné comme episcopus et soutiennent par conséquent que "Théodora ne peut pas avoir été appelée episcopa simplement parce qu'elle était l'épouse ou la mère d'un évêque." 

## Épigraphie
Une inscription en marbre située dans la basilique identifie Théodora comme la mère du pape Pascal. Elle comprend la description du transfert des reliques de saint Zénon, dont la chapelle où est située la mosaïque porte le nom, et le texte suivant :

« Et à l'entrée de la basilique, sur le côté droit, où repose le corps de sa très aimable mère, l'évêque Théodora, l'évêque [Pascal Ier] a enterré les corps du vénérable Zénon et d'autres… »